# Округ Чадца
Округ Чадца (слч. Okres Čadca) округ је у Жилинском крају, у Словачкој Републици. Административно средиште округа је град Чадца.

## Географија
Налази се у сјеверном дијелу Жилинског краја.
Граничи:
- на сјеверозападу је Чешка,
- сјевероисточно Пољска,
- источно Округ Наместово,
- јужно Округ Битча, Округ Кисуцке Нове Место и Округ Жилина.

Клима је умјерено континентална.

## Становништво
| Година:    | 1994.  | 2004.   | 2014.   | 2024.   |
| ---------- | ------ | ------- | ------- | ------- |
| Број људи: | 91 569 | 92 944  | 91 124  | 86 666  |
| Разлика:   |        | +1,50 % | -1,95 % | -4,89 % |

| Година:    | 2023.  | 2024.   |
| ---------- | ------ | ------- |
| Број људи: | 87 135 | 86 666  |
| Разлика:   |        | -0,53 % |

Према подацима о броју становника из 2011. године округ је имао 91.630 становника. Словаци чине 94,34% становништва.
| Етнички састав (2011)‍ | Етнички састав (2011)‍ | Етнички састав (2011)‍ | Етнички састав (2011)‍ | Етнички састав (2011)‍ |
| --------------------- | --------------------- | --------------------- | --------------------- | --------------------- |
|                       |                       |                       |                       |                       |
| Словаци               | Словаци               |                       | 0                     | 94,34%                |
| Чеси                  | Чеси                  |                       | 0                     | 0,62%                 |
| остали, непознато     | остали, непознато     |                       | 0                     | 5,04%                 |

## Насеља
У округу се налази три града и 20 насељених мјеста. Градови су Красно над Кисуцоу, Турзовка и Чадца.